# 悟渓寺 (愛知県扶桑町)
悟渓寺（ごけいじ）は、愛知県丹羽郡扶桑町南山名にある臨済宗の寺院。扶桑町指定文化財。

## 歴史
惟香を開祖として、1699年（元禄12年）に悟渓宗頓の誕生の宅跡にその遺跡を保存するために建立された。当時より臥龍庵と称してその整地を護持してきた。その後一時荒廃したが、1826年（文政9年）に悟渓庵が再建された。濃尾地震の折、本堂兼庫裡は倒壊したが、翌年再建された。明治初年、寺籍帳調製の際誤って脱漏があったので、顕法寺第十四世洪獄の発起により、信徒の賛同を求め、1930年（大正5年）該庵と号し、翌年臥龍庵となった。そして1942年（昭和17年）大興山悟渓寺と改称した。
1977年（昭和52年）9月1日、「悟渓屋敷」として扶桑町指定文化財（史跡）に指定された。

## 悟渓屋敷
1630年（寛永7年）、この地に「無縫塔」が建てられた。この石塔には、「悟渓宗頓和尚生産地　寛永七年悟渓宗頓和尚」と刻されている。『悟渓寺記録』では年号や悟渓の年令で1、2年の違いがみられる。悟渓寺は悟渓の没後一時荒廃したが、1826年（文政9年）に伊藤林八、伊藤為吉と顕法寺の連名で悟渓庵再建願を寺社奉行に願い出て、建物を修復している。悟渓は扶桑が生んだ宗教家であるだけでなく、思想家、文化人でもあった。扶桑町立山名小学校の校歌にも、次のように歌い継がれている。
扶桑町教育委員会は、ここを「悟渓屋敷」として1977年（昭和52年）9月1日、扶桑町指定文化財（史跡）に指定した。